# Championnat du Pérou de football 1993
Navigation
Saison précédente Saison suivante
La saison 1993 du Championnat du Pérou de football est la soixante-cinquième édition du championnat de première division au Pérou. La compétition regroupe les seize meilleures équipes du pays.
La saison se déroule en trois phases :
- Phase régulière : les seize équipes sont regroupés au sein d'une poule unique où elles s'affrontent deux fois au cours de la saison. Les clubs classés entre la 3e et la 8e place se qualifient pour la pré-Liguilla tandis que les deux derniers sont relégués et remplacés par les deux meilleures équipes de Segunda División et le 14e doit disputer un barrage de promotion-relégation.
- pré-Liguilla : les six clubs qualifiés s'affrontent en matchs aller-retour pour déterminer les trois clubs qui rejoignent le 2e du championnat en Liguilla.
- Liguilla : les quatre clubs qualifiés se rencontrent une seule fois. Le premier obtient son billet pour la prochaine édition de la Copa Libertadores tandis que le deuxième se qualifie pour la Copa CONMEBOL 1994.

C'est le club d'Universitario de Deportes, tenant du titre, qui remporte à nouveau la compétition après avoir terminé en tête de la Liguilla, avec quatre points d'avance sur l'Alianza Lima et le Sport Boys. C'est le 21e titre de champion du Pérou de l'histoire du club.

## Les clubs participants
| - Alianza Lima - Sport Boys - Cienciano del Cusco - Universitario de Deportes - Unión Minas - Club Centro Deportivo Municipal - Alianza Atlético - FBC Melgar | - San Agustín - Carlos A. Mannucci - Sporting Cristal - Unión Huaral - Promu de Segunda División - Defensor Lima - Deportivo Sipesa - Promu de Segunda División - León de Huánuco - Universidad Técnica de Cajamarca |

## Compétition
Le barème utilisé pour établir les différents classements est le suivant :
- Victoire : 3 points
- Match nul : 1 point
- Défaite, forfait ou abandon : 0 point

### Phase régulière
| Rang | Équipe                           | Pts | J  | G  | N  | P  | Bp | Bc | Diff |
| ---- | -------------------------------- | --- | -- | -- | -- | -- | -- | -- | ---- |
| 1    | Universitario de DeportesT       | 45  | 30 | 19 | 7  | 4  | 46 | 18 | +28  |
| 2    | Alianza Lima                     | 41  | 30 | 17 | 7  | 6  | 70 | 36 | +34  |
| 3    | Sport Boys                       | 41  | 30 | 16 | 9  | 5  | 58 | 32 | +26  |
| 4    | FBC Melgar                       | 38  | 30 | 16 | 6  | 8  | 55 | 40 | +15  |
| 5    | Sporting Cristal                 | 37  | 30 | 16 | 5  | 9  | 68 | 33 | +35  |
| 6    | Deportivo Municipal              | 34  | 30 | 13 | 8  | 9  | 43 | 31 | +12  |
| 7    | Deportivo SipesaP                | 32  | 30 | 12 | 8  | 10 | 39 | 29 | +10  |
| 8    | Carlos A. Mannucci               | 30  | 30 | 12 | 6  | 12 | 36 | 40 | -4   |
| 9    | Cienciano del Cusco              | 29  | 30 | 10 | 9  | 11 | 27 | 36 | -9   |
| 10   | San Agustín                      | 26  | 30 | 9  | 8  | 13 | 31 | 50 | -19  |
| 11   | León de Huánuco                  | 24  | 30 | 6  | 12 | 12 | 29 | 40 | -11  |
| 12   | Unión Minas                      | 22  | 30 | 6  | 10 | 14 | 23 | 50 | -27  |
| 13   | Alianza Atlético                 | 22  | 30 | 6  | 10 | 14 | 35 | 64 | -29  |
| 14   | Defensor Lima                    | 21  | 30 | 7  | 7  | 16 | 46 | 56 | -10  |
| 15   | Unión HuaralP                    | 19  | 30 | 5  | 9  | 16 | 45 | 65 | -20  |
| 16   | Universidad Técnica de Cajamarca | 19  | 30 | 7  | 5  | 18 | 34 | 65 | -31  |

|  | Qualification pour la Copa Libertadores 1994      |
|  | Qualification directe pour la Liguilla            |
|  | Qualification pour la pré-Liguilla                |
|  | Participation au barrage de promotion-relégation  |
|  | Relégation en Segunda División                    |
|  | T : Tenant du titre P : Promu de Segunda División |

### Pré-Liguilla
| Équipe 1            | Résultat | Équipe 2         | Aller | Retour |
| ------------------- | -------- | ---------------- | ----- | ------ |
| Carlos A.Mannucci   | 3 - 4    | Sport Boys       | 2 - 1 | 1 - 3  |
| Deportivo Sipesa    | 5 - 3    | FBC Melgar       | 3 - 1 | 2 - 2  |
| Deportivo Municipal | 2 - 3    | Sporting Cristal | 0 - 1 | 2 - 2  |

### Liguilla
| Rang | Équipe           | Pts | J | G | N | P | Bp | Bc | Diff |  | Résultats (▼ dom., ► ext.) | SCri | Alia | SBoy | Sipe |
| ---- | ---------------- | --- | - | - | - | - | -- | -- | ---- |  | -------------------------- | ---- | ---- | ---- | ---- |
| 1    | Sporting Cristal | 5   | 3 | 2 | 1 | 0 | 9  | 1  | +8   |  | Sporting Cristal           |      |      | 7-0  | 0-0  |
| 2    | Alianza Lima +1  | 5   | 3 | 2 | 0 | 1 | 6  | 3  | +3   |  | Alianza Lima +1            | 1-2  |      | 2-0  | 3-1  |
| 3    | Sport Boys       | 2   | 3 | 1 | 0 | 2 | 4  | 12 | -8   |  | Sport Boys                 |      |      |      | 4-3  |
| 4    | Deportivo Sipesa | 1   | 3 | 0 | 1 | 2 | 4  | 7  | -3   |  | Deportivo Sipesa           |      |      |      |      |

|  | Participation au barrage |

Match de barrage :
| Équipe 1     | Résultat      | Équipe 2         |
| ------------ | ------------- | ---------------- |
| Alianza Lima | 1 - 1 5-4 tab | Sporting Cristal |

### Barrage de promotion-relégation
Le 14e du classement affronte le 3e de Segunda División en matchs aller-retour pour déterminer le dernier club participant au championnat la saison prochaine.
| Équipe 1      | Résultat      | Équipe 2   |
| ------------- | ------------- | ---------- |
| Defensor Lima | 3 - 3 7-6 tab | FBC Aurora |

- Les deux clubs se maintiennent dans leur championnat respectif.

## Bilan de la saison
| Championnat du Pérou de football 1993 |                                       |
| Champion                              | Universitario de Deportes (21e titre) |
| Qualifications continentales          |                                       |
| Copa Libertadores 1994                | Universitario de Deportes             |
| Copa Libertadores 1994                | Alianza Lima                          |
| Copa CONMEBOL 1994                    | Sporting Cristal                      |
| Promotions et relégations             |                                       |
| Promus en Primera División            | Aurich-Cañaña                         |
| Promus en Primera División            | Ciclista Lima                         |
| Relégués en Segunda División          | Unión Huaral                          |
| Relégués en Segunda División          | Universidad Técnica de Cajamarca      |